# Ardisia sigillata
Ardisia sigillata är en viveväxtart som beskrevs av Benjamin Clemens Masterman Stone. Ardisia sigillata ingår i släktet Ardisia och familjen viveväxter. Inga underarter finns listade i Catalogue of Life.